# LACTB2
LACTB2 (англ. Lactamase beta 2) – білок, який кодується однойменним геном, розташованим у людей на короткому плечі 8-ї хромосоми. Довжина поліпептидного ланцюга білка становить 288 амінокислот, а молекулярна маса — 32 806.
| 10         |  | 20         |  | 30         |  | 40         |  | 50         |
| ---------- |  | ---------- |  | ---------- |  | ---------- |  | ---------- |
| MAAVLQRVER |  | LSNRVVRVLG |  | CNPGPMTLQG |  | TNTYLVGTGP |  | RRILIDTGEP |
| AIPEYISCLK |  | QALTEFNTAI |  | QEIVVTHWHR |  | DHSGGIGDIC |  | KSINNDTTYC |
| IKKLPRNPQR |  | EEIIGNGEQQ |  | YVYLKDGDVI |  | KTEGATLRVL |  | YTPGHTDDHM |
| ALLLEEENAI |  | FSGDCILGEG |  | TTVFEDLYDY |  | MNSLKELLKI |  | KADIIYPGHG |
| PVIHNAEAKI |  | QQYISHRNIR |  | EQQILTLFRE |  | NFEKSFTVME |  | LVKIIYKNTP |
| ENLHEMAKHN |  | LLLHLKKLEK |  | EGKIFSNTDP |  | DKKWKAHL   |  |            |

A: Аланін

C: Цистеїн

D: Аспарагінова кислота

E: Глутамінова кислота

F: Фенілаланін

G: Гліцин

H: Гістидин

I: Ізолейцин

K: Лізин

L: Лейцин

M: Метіонін

N: Аспарагін

P: Пролін

Q: Глутамін

R: Аргінін

S: Серин

T: Треонін

V: Валін

W: Триптофан

Кодований геном білок за функціями належить до гідролаз, нуклеаз, ендонуклеаз, фосфопротеїнів. 
Задіяний у такому біологічному процесі, як ацетилювання. 
Білок має сайт для зв'язування з іонами металів, іоном цинку, РНК. 
Локалізований у мітохондрії.